# 古塔-博羅文西卡
51°34′30″N 25°13′16″E / 51.57500°N 25.22111°E
古塔-博羅文西卡（烏克蘭語：Гута-Боровенська），是烏克蘭西北部的村莊，隸屬沃倫州的卡明-卡希爾斯基區。該村面積3.8平方公里，海拔高度156米，2001年人口967。